# Aydın (Provinz)
Aydın ist eine Provinz/Großstadtgemeinde an der Küste der Ägäis, im Westen der Türkei. In der Antike war die Region ein Grenzgebiet von Karien mit Lydien und Phrygien. Hauptstadt der Provinz ist die Stadt Aydın. In den heutigen Grenzen zählt sie mit 8117 km² zu den kleineren Provinzen des Landes, ist aber mit mehr als 1,1 Millionen Einwohnern relativ dicht besiedelt (etwa 141 Einwohner pro km²).
Sie grenzt an die Provinzen İzmir im Norden, Manisa im Nordosten, Denizli im Osten und Muğla im Süden.

## Verwaltungsgliederung
Die Provinz ist in 17 İlçe gegliedert, die vom Siedlungsbild in ländlichen Bereichen einem Landkreis, in städtischen Ballungsräumen einem Stadtbezirk ähneln. 2012 wurde die alte Gemeinde Aydın aufgelöst und an ihrer Stelle eine Großstadtgemeinde (Aydın Büyükşehir Belediyesi) errichtet. Zu diesem Zweck wurde das alte Stadtgebiet auf mehrere Gemeinden (Belediye) aufgeteilt und mit diesen und angrenzenden Gemeinden die Großstadtgemeinde gebildet. Sukzessive wurde durch Gründung und Auflösung von Gemeinden und Überführungen von Dorf (Köy) -Organisationen in Mahalle-Organisationen eine Einräumigkeit von Kommunalverwaltung (durch die Belediye) und staatlicher Verwaltung (durch das İlçe) hergestellt, so dass sich im Ergebnis das Gebiet der Einzelgemeinden mit dem jeweils gleichnamigen staatlichen Verwaltungsbezirk deckt. Nach einer Verwaltungsreform 2014 umfasst das Gebiet der Großstadtgemeinde die gesamte Provinz. Die kommunalen Selbstverwaltungsorgane auf Provinzebene (İl Meclisi) wurden aufgelöst und ihre Zuständigkeiten auf die Verwaltung der Großstadtgemeinde übertragen. Die Provinz wurde damit zu einem rein staatlichen Verwaltungsbezirk.

Die 17 İlçe sind:
| Kreis- code 1    | Landkreis İlçe   | Fläche 2 (km²) | Bevölkerung am 31.12.2022 3 | Bevölkerung am 31.12.2022 3 | Bevölkerung am 31.12.2022 3 | Anzahl der Mahalle | Bevölke rungs dichte (Einw./km²) | Sex Ratio 4 Frauen auf 1000 Männer | Grün- dungs datum 5, 6 |
| Kreis- code 1    | Landkreis İlçe   | Fläche 2 (km²) | Gesamt                      | männlich                    | weiblich                    | Anzahl der Mahalle | Bevölke rungs dichte (Einw./km²) | Sex Ratio 4 Frauen auf 1000 Männer | Grün- dungs datum 5, 6 |
| ---------------- | ---------------- | -------------- | --------------------------- | --------------------------- | --------------------------- | ------------------ | -------------------------------- | ---------------------------------- | ---------------------- |
| 1206             | Bozdoğan         | 859            | 32.607                      | 16.294                      | 16.313                      | 55                 | 38,0                             | 1001                               |                        |
| 1781             | Buharkent        | 124            | 13.022                      | 6.456                       | 6.566                       | 14                 | 105,0                            | 1017                               | 1987                   |
| 1256             | Çine             | 820            | 48.466                      | 24.032                      | 24.434                      | 72                 | 59,1                             | 1017                               |                        |
| 2000             | Didim            | 424            | 97.000                      | 49.149                      | 47.851                      | 16                 | 228,8                            | 974                                | 1990                   |
| 2076             | Efeler           | 624            | 303.772                     | 149.234                     | 154.538                     | 83                 | 486,8                            | 1036                               | 2012                   |
| 1348             | Germencik        | 394            | 44.172                      | 21.944                      | 22.228                      | 36                 | 112,1                            | 1013                               | 1948                   |
| 1807             | İncirliova       | 188            | 55.848                      | 27.715                      | 28.133                      | 28                 | 297,1                            | 1015                               | 1987                   |
| 1435             | Karacasu         | 727            | 17.620                      | 8.681                       | 8.939                       | 38                 | 24,2                             | 1030                               |                        |
| 1957             | Karpuzlu         | 286            | 10.590                      | 5.269                       | 5.321                       | 23                 | 37,0                             | 1010                               | 1990                   |
| 1479             | Koçarlı          | 455            | 21.832                      | 10.986                      | 10.846                      | 52                 | 48,0                             | 987                                | 1946                   |
| 1968             | Köşk             | 187            | 28.235                      | 14.341                      | 13.894                      | 28                 | 151,0                            | 969                                | 1990                   |
| 1497             | Kuşadası         | 265            | 130.835                     | 65.097                      | 65.738                      | 23                 | 483,7                            | 1010                               |                        |
| 1498             | Kuyucak          | 544            | 26.111                      | 12.975                      | 13.136                      | 36                 | 48,0                             | 1012                               | 1953                   |
| 1542             | Nazilli          | 691            | 162.737                     | 79.744                      | 82.993                      | 82                 | 235,5                            | 1041                               |                        |
| 1637             | Söke             | 1.064          | 123.301                     | 61.740                      | 61.561                      | 49                 | 115,9                            | 997                                |                        |
| 1640             | Sultanhisar      | 220            | 20.230                      | 9.897                       | 10.333                      | 18                 | 92,0                             | 1044                               | 1958                   |
| 1724             | Yenipazar        | 245            | 11.863                      | 5.737                       | 6.126                       | 18                 | 48,4                             | 1068                               | 1957                   |
| PROVINZ 09 Aydın | PROVINZ 09 Aydın | 8.117          | 1.148.241                   | 569.291                     | 578.950                     | 671                | 141,5                            | 1017                               |                        |

## Bevölkerung

### Ergebnisse der Bevölkerungsfortschreibung
Nachfolgende Tabelle zeigt die jährliche Bevölkerungsentwicklung nach der Fortschreibung durch das 2007 eingeführte adressierbare Einwohnerregister (ADNKS). Zusätzlich sind die Bevölkerungswachstumsrate und das Geschlechterverhältnis (Sex Ratio d. h. die rechnerisch ermittelte Anzahl der Frauen pro 1000 Männer) aufgeführt. Der Zensus von 2011 ermittelte 999.131 Einwohner, das sind über 48.000 Einwohner mehr als zum Zensus 2000.

| Jahr | Bevölkerung am Jahresende | Bevölkerung am Jahresende | Bevölkerung am Jahresende | Wachstums- rate der Be- völkerung (in %) | Geschlechter verhältnis (Frauen auf 1000 Männer) | Rang (unter den 81 Provinzen) |
| Jahr | gesamt                    | männlich                  | weiblich                  | Wachstums- rate der Be- völkerung (in %) | Geschlechter verhältnis (Frauen auf 1000 Männer) | Rang (unter den 81 Provinzen) |
| ---- | ------------------------- | ------------------------- | ------------------------- | ---------------------------------------- | ------------------------------------------------ | ----------------------------- |
| 2022 | 1.148.241                 | 569.291                   | 578.950                   | 1,25                                     | 1017                                             | 19                            |
| 2021 | 1.134.031                 | 563.037                   | 570.994                   | 1,34                                     | 1014                                             | 20                            |
| 2020 | 1.119.084                 | 557.066                   | 562.018                   | 0,73                                     | 1009                                             | 20                            |
| 2019 | 1.110.972                 | 552.626                   | 558.346                   | 1,20                                     | 1010                                             | 20                            |
| 2018 | 1.097.746                 | 546.092                   | 551.654                   | 1,56                                     | 1010                                             | 20                            |
| 2017 | 1.080.839                 | 539.726                   | 541.113                   | 1,18                                     | 1003                                             | 20                            |
| 2016 | 1.068.260                 | 533.004                   | 535.256                   | 1,40                                     | 1004                                             | 20                            |
| 2015 | 1.053.506                 | 525.267                   | 528.239                   | 1,11                                     | 1006                                             | 20                            |
| 2014 | 1.041.979                 | 519.900                   | 522.079                   | 2,06                                     | 1004                                             | 20                            |
| 2013 | 1.020.957                 | 510.512                   | 510.445                   | 1,43                                     | 1000                                             | 20                            |
| 2012 | 1.006.541                 | 502.337                   | 504.204                   | 0,74                                     | 1004                                             | 20                            |
| 2011 | 999.163                   | 499.194                   | 499.969                   | 0,94                                     | 1002                                             | 20                            |
| 2010 | 989.862                   | 495.363                   | 494.499                   | 1,09                                     | 998                                              | 20                            |
| 2009 | 979.155                   | 489.857                   | 489.298                   | 1,41                                     | 999                                              | 20                            |
| 2008 | 965.500                   | 482.434                   | 483.066                   | 1,96                                     | 1001                                             | 20                            |
| 2007 | 946.971                   | 473.481                   | 473.490                   | −                                        | 1000                                             | 20                            |
| 2000 | 950.757                   | 475.817                   | 474.940                   |                                          | 998                                              | 20                            |

## Verkehr
Die Provinz wird durch die Autobahn O31 (E87) über Selçuk mit İzmir an der Ägäisküste, verbunden. Landeinwärts führen die E87 und die Bahnlinie weiter über Aydın und biegen später (nach Denizli) südwärts ins Taurusgebirge bis an die türkische Südküste ab.

## Geografie und Geschichte
Die zentral gelegene Provinzhauptstadt Aydın hat rund 180.000 Einwohner. Etwa 80 km vom Ägäischen Meer entfernt liegt sie im Tal des Großen Mäander (türkisch Büyuk Menderes), des mit 550 km längsten Flusses von Westanatolien.
Dessen Tal durchzieht die gesamte Provinz in Ost-West-Richtung. Darin liegen die meisten Städte und Orte (z. B. Söke und Nazilli), sein Oberlauf liegt in der östlich angrenzenden Provinz Denizli.
Die Grenze zur nördlichen Provinz İzmir wird vom Aydın-Gebirge (Aydın Dağları) gebildet, das parallel zum Großen Mäander verläuft und mehrmals 1800 m Höhe erreicht. Die Südhälfte der Region ist durch vier große Seitentäler quer dazu gegliedert.
Zwischen Söke und Aydın liegt das alte Magnesia, flussaufwärts bei Sultanhisar die Reste des antiken Nysa.
Die Küstenebene des Großen Mäander hat sich seit der griechisch-ionischen Zeit durch die Sedimente des Flusses um einige Kilometer zum Meer verbreitert. Etwa 15 km nördlich und südlich der Mündung kann man die Reste der Städte Priene, Milet und Didyma besichtigen.
Diese heute nur dünn besiedelte Landschaft war durch zweieinhalb Jahrtausende ein Siedlungszentrum der ionischen Griechen. Die ganze Region wurde von Ephesos geprägt. Die Hauptstadt der römischen Provinz Asia liegt heute einige Kilometer nördlich der Provinzgrenze an der Mündung des Kleinen Mäander (türkisch Küçük Menderes), der im Altgriechischen Kaÿstros genannt wurde. Der Name der Provinz rührt von der turkmenischen Dynastie der Aydın-Oğulları her, die Anfang des 14. Jahrhunderts während des Zerfalls des rumseldschukischen Staates diese vormals byzantinischen Gebiete in Südwestkleinasien eroberten und ein Reich mit den Zentren in Ephesos (Ayasoluk) und Birgi (Pyrgion) gründeten, das 1390 und endgültig 1425/1426 dem Osmanischen Reich einverleibt wurde.
Die heutige Provinz Aydın darf nicht mit der gleichnamigen osmanischen Großprovinz, dem Vilâyet Aydın, des späten 19. und beginnenden 20. Jahrhunderts verwechselt werden. Hauptort dieser Großprovinz, die einen Großteil des westlichen Anatolien umfasste, war Izmir. Innerhalb dieser Provinz lag als untergeordnete Verwaltungseinheit der Sandschak Aydın, der Vorläufer der heutigen Provinz. Hauptort dieses Sandschaks war die Kleinstadt Güzelhisar, die den Namen des Sandschaks dann übernahm.
Die Provinz Aydın ist berühmt für ihre Feigen, so kommt auch der überwiegende Teil der türkischen Feigenproduktion aus Aydın.